# Aubigny-en-Artois
Aubigny-en-Artois település Franciaországban, Pas-de-Calais megyében. Lakosainak száma 1484 fő (2022. január 1.). Aubigny-en-Artois Villers-Châtel, Mingoval, Savy-Berlette, Tilloy-lès-Hermaville, Agnières és Hermaville községekkel határos.

## Népesség
A település népességének változása:
| Lakosok száma | 1399 | 1461 | 1492 | 1459 | 1466 | 1472 | 1479 | 1480 | 1484 |
|               | 2013 | 2015 | 2016 | 2017 | 2018 | 2019 | 2020 | 2021 | 2022 |